# Calophasia chubutiana
Calophasia chubutiana là một loài bướm đêm trong họ Noctuidae.